# Engyprosopon septempes
Engyprosopon septempes is een straalvinnige vissensoort uit de familie van botachtigen (Bothidae). De wetenschappelijke naam van de soort is voor het eerst geldig gepubliceerd in 1993 door Amaoka, Mihara & Rivaton.